# Дама (шахмат)
Вижте пояснителната страница за други значения на Дама.
 Тази статия е за най-силната фигура в шахмата.  За монархическата титла вижте Царица.  
Дàма или царѝца е най-силната фигура в шахмата.
 
В Уникод се означава със символите:

U+2655 ♕ бяла дама (HTML: ♕) и
 
U+265B ♛ черна дама (HTML: ♛)
|  |  |

 Всеки играч има по една дама. В началото на играта тя е разположена между царя и дамския офицер. Бялата дама започва играта на поле d1, а черната на поле d8 (виж алгебрична шахматна нотация).

|   | a                                                       | b                                                       | c                                                       | d                                                       | e                                                       | f                                                       | g                                                       | h                                                       |   |
| 8 | черна дама на черно поле d8 · бяла дама на бяло поле d1 | черна дама на черно поле d8 · бяла дама на бяло поле d1 | черна дама на черно поле d8 · бяла дама на бяло поле d1 | черна дама на черно поле d8 · бяла дама на бяло поле d1 | черна дама на черно поле d8 · бяла дама на бяло поле d1 | черна дама на черно поле d8 · бяла дама на бяло поле d1 | черна дама на черно поле d8 · бяла дама на бяло поле d1 | черна дама на черно поле d8 · бяла дама на бяло поле d1 | 8 |
| 7 | черна дама на черно поле d8 · бяла дама на бяло поле d1 | черна дама на черно поле d8 · бяла дама на бяло поле d1 | черна дама на черно поле d8 · бяла дама на бяло поле d1 | черна дама на черно поле d8 · бяла дама на бяло поле d1 | черна дама на черно поле d8 · бяла дама на бяло поле d1 | черна дама на черно поле d8 · бяла дама на бяло поле d1 | черна дама на черно поле d8 · бяла дама на бяло поле d1 | черна дама на черно поле d8 · бяла дама на бяло поле d1 | 7 |
| 6 | черна дама на черно поле d8 · бяла дама на бяло поле d1 | черна дама на черно поле d8 · бяла дама на бяло поле d1 | черна дама на черно поле d8 · бяла дама на бяло поле d1 | черна дама на черно поле d8 · бяла дама на бяло поле d1 | черна дама на черно поле d8 · бяла дама на бяло поле d1 | черна дама на черно поле d8 · бяла дама на бяло поле d1 | черна дама на черно поле d8 · бяла дама на бяло поле d1 | черна дама на черно поле d8 · бяла дама на бяло поле d1 | 6 |
| 5 | черна дама на черно поле d8 · бяла дама на бяло поле d1 | черна дама на черно поле d8 · бяла дама на бяло поле d1 | черна дама на черно поле d8 · бяла дама на бяло поле d1 | черна дама на черно поле d8 · бяла дама на бяло поле d1 | черна дама на черно поле d8 · бяла дама на бяло поле d1 | черна дама на черно поле d8 · бяла дама на бяло поле d1 | черна дама на черно поле d8 · бяла дама на бяло поле d1 | черна дама на черно поле d8 · бяла дама на бяло поле d1 | 5 |
| 4 | черна дама на черно поле d8 · бяла дама на бяло поле d1 | черна дама на черно поле d8 · бяла дама на бяло поле d1 | черна дама на черно поле d8 · бяла дама на бяло поле d1 | черна дама на черно поле d8 · бяла дама на бяло поле d1 | черна дама на черно поле d8 · бяла дама на бяло поле d1 | черна дама на черно поле d8 · бяла дама на бяло поле d1 | черна дама на черно поле d8 · бяла дама на бяло поле d1 | черна дама на черно поле d8 · бяла дама на бяло поле d1 | 4 |
| 3 | черна дама на черно поле d8 · бяла дама на бяло поле d1 | черна дама на черно поле d8 · бяла дама на бяло поле d1 | черна дама на черно поле d8 · бяла дама на бяло поле d1 | черна дама на черно поле d8 · бяла дама на бяло поле d1 | черна дама на черно поле d8 · бяла дама на бяло поле d1 | черна дама на черно поле d8 · бяла дама на бяло поле d1 | черна дама на черно поле d8 · бяла дама на бяло поле d1 | черна дама на черно поле d8 · бяла дама на бяло поле d1 | 3 |
| 2 | черна дама на черно поле d8 · бяла дама на бяло поле d1 | черна дама на черно поле d8 · бяла дама на бяло поле d1 | черна дама на черно поле d8 · бяла дама на бяло поле d1 | черна дама на черно поле d8 · бяла дама на бяло поле d1 | черна дама на черно поле d8 · бяла дама на бяло поле d1 | черна дама на черно поле d8 · бяла дама на бяло поле d1 | черна дама на черно поле d8 · бяла дама на бяло поле d1 | черна дама на черно поле d8 · бяла дама на бяло поле d1 | 2 |
| 1 | черна дама на черно поле d8 · бяла дама на бяло поле d1 | черна дама на черно поле d8 · бяла дама на бяло поле d1 | черна дама на черно поле d8 · бяла дама на бяло поле d1 | черна дама на черно поле d8 · бяла дама на бяло поле d1 | черна дама на черно поле d8 · бяла дама на бяло поле d1 | черна дама на черно поле d8 · бяла дама на бяло поле d1 | черна дама на черно поле d8 · бяла дама на бяло поле d1 | черна дама на черно поле d8 · бяла дама на бяло поле d1 | 1 |
|   | a                                                       | b                                                       | c                                                       | d                                                       | e                                                       | f                                                       | g                                                       | h                                                       |   |

|   | a | b | c | d | e | f | g | h |   |
| 8 | бял кръг на черно поле d8 · бял кръг на черно поле h8 · бял кръг на черно поле a7 · бял кръг на бяло поле d7 · бял кръг на черно поле g7 · бял кръг на черно поле b6 · бял кръг на черно поле d6 · бял кръг на черно поле f6 · бял кръг на черно поле c5 · бял кръг на бяло поле d5 · бял кръг на черно поле e5 · бял кръг на бяло поле a4 · бял кръг на черно поле b4 · бял кръг на бяло поле c4 · бяла дама на черно поле d4 · бял кръг на бяло поле e4 · бял кръг на черно поле f4 · бял кръг на бяло поле g4 · бял кръг на черно поле h4 · бял кръг на черно поле c3 · бял кръг на бяло поле d3 · бял кръг на черно поле e3 · бял кръг на черно поле b2 · бял кръг на черно поле d2 · бял кръг на черно поле f2 · бял кръг на черно поле a1 · бял кръг на бяло поле d1 · бял кръг на черно поле g1 | бял кръг на черно поле d8 · бял кръг на черно поле h8 · бял кръг на черно поле a7 · бял кръг на бяло поле d7 · бял кръг на черно поле g7 · бял кръг на черно поле b6 · бял кръг на черно поле d6 · бял кръг на черно поле f6 · бял кръг на черно поле c5 · бял кръг на бяло поле d5 · бял кръг на черно поле e5 · бял кръг на бяло поле a4 · бял кръг на черно поле b4 · бял кръг на бяло поле c4 · бяла дама на черно поле d4 · бял кръг на бяло поле e4 · бял кръг на черно поле f4 · бял кръг на бяло поле g4 · бял кръг на черно поле h4 · бял кръг на черно поле c3 · бял кръг на бяло поле d3 · бял кръг на черно поле e3 · бял кръг на черно поле b2 · бял кръг на черно поле d2 · бял кръг на черно поле f2 · бял кръг на черно поле a1 · бял кръг на бяло поле d1 · бял кръг на черно поле g1 | бял кръг на черно поле d8 · бял кръг на черно поле h8 · бял кръг на черно поле a7 · бял кръг на бяло поле d7 · бял кръг на черно поле g7 · бял кръг на черно поле b6 · бял кръг на черно поле d6 · бял кръг на черно поле f6 · бял кръг на черно поле c5 · бял кръг на бяло поле d5 · бял кръг на черно поле e5 · бял кръг на бяло поле a4 · бял кръг на черно поле b4 · бял кръг на бяло поле c4 · бяла дама на черно поле d4 · бял кръг на бяло поле e4 · бял кръг на черно поле f4 · бял кръг на бяло поле g4 · бял кръг на черно поле h4 · бял кръг на черно поле c3 · бял кръг на бяло поле d3 · бял кръг на черно поле e3 · бял кръг на черно поле b2 · бял кръг на черно поле d2 · бял кръг на черно поле f2 · бял кръг на черно поле a1 · бял кръг на бяло поле d1 · бял кръг на черно поле g1 | бял кръг на черно поле d8 · бял кръг на черно поле h8 · бял кръг на черно поле a7 · бял кръг на бяло поле d7 · бял кръг на черно поле g7 · бял кръг на черно поле b6 · бял кръг на черно поле d6 · бял кръг на черно поле f6 · бял кръг на черно поле c5 · бял кръг на бяло поле d5 · бял кръг на черно поле e5 · бял кръг на бяло поле a4 · бял кръг на черно поле b4 · бял кръг на бяло поле c4 · бяла дама на черно поле d4 · бял кръг на бяло поле e4 · бял кръг на черно поле f4 · бял кръг на бяло поле g4 · бял кръг на черно поле h4 · бял кръг на черно поле c3 · бял кръг на бяло поле d3 · бял кръг на черно поле e3 · бял кръг на черно поле b2 · бял кръг на черно поле d2 · бял кръг на черно поле f2 · бял кръг на черно поле a1 · бял кръг на бяло поле d1 · бял кръг на черно поле g1 | бял кръг на черно поле d8 · бял кръг на черно поле h8 · бял кръг на черно поле a7 · бял кръг на бяло поле d7 · бял кръг на черно поле g7 · бял кръг на черно поле b6 · бял кръг на черно поле d6 · бял кръг на черно поле f6 · бял кръг на черно поле c5 · бял кръг на бяло поле d5 · бял кръг на черно поле e5 · бял кръг на бяло поле a4 · бял кръг на черно поле b4 · бял кръг на бяло поле c4 · бяла дама на черно поле d4 · бял кръг на бяло поле e4 · бял кръг на черно поле f4 · бял кръг на бяло поле g4 · бял кръг на черно поле h4 · бял кръг на черно поле c3 · бял кръг на бяло поле d3 · бял кръг на черно поле e3 · бял кръг на черно поле b2 · бял кръг на черно поле d2 · бял кръг на черно поле f2 · бял кръг на черно поле a1 · бял кръг на бяло поле d1 · бял кръг на черно поле g1 | бял кръг на черно поле d8 · бял кръг на черно поле h8 · бял кръг на черно поле a7 · бял кръг на бяло поле d7 · бял кръг на черно поле g7 · бял кръг на черно поле b6 · бял кръг на черно поле d6 · бял кръг на черно поле f6 · бял кръг на черно поле c5 · бял кръг на бяло поле d5 · бял кръг на черно поле e5 · бял кръг на бяло поле a4 · бял кръг на черно поле b4 · бял кръг на бяло поле c4 · бяла дама на черно поле d4 · бял кръг на бяло поле e4 · бял кръг на черно поле f4 · бял кръг на бяло поле g4 · бял кръг на черно поле h4 · бял кръг на черно поле c3 · бял кръг на бяло поле d3 · бял кръг на черно поле e3 · бял кръг на черно поле b2 · бял кръг на черно поле d2 · бял кръг на черно поле f2 · бял кръг на черно поле a1 · бял кръг на бяло поле d1 · бял кръг на черно поле g1 | бял кръг на черно поле d8 · бял кръг на черно поле h8 · бял кръг на черно поле a7 · бял кръг на бяло поле d7 · бял кръг на черно поле g7 · бял кръг на черно поле b6 · бял кръг на черно поле d6 · бял кръг на черно поле f6 · бял кръг на черно поле c5 · бял кръг на бяло поле d5 · бял кръг на черно поле e5 · бял кръг на бяло поле a4 · бял кръг на черно поле b4 · бял кръг на бяло поле c4 · бяла дама на черно поле d4 · бял кръг на бяло поле e4 · бял кръг на черно поле f4 · бял кръг на бяло поле g4 · бял кръг на черно поле h4 · бял кръг на черно поле c3 · бял кръг на бяло поле d3 · бял кръг на черно поле e3 · бял кръг на черно поле b2 · бял кръг на черно поле d2 · бял кръг на черно поле f2 · бял кръг на черно поле a1 · бял кръг на бяло поле d1 · бял кръг на черно поле g1 | бял кръг на черно поле d8 · бял кръг на черно поле h8 · бял кръг на черно поле a7 · бял кръг на бяло поле d7 · бял кръг на черно поле g7 · бял кръг на черно поле b6 · бял кръг на черно поле d6 · бял кръг на черно поле f6 · бял кръг на черно поле c5 · бял кръг на бяло поле d5 · бял кръг на черно поле e5 · бял кръг на бяло поле a4 · бял кръг на черно поле b4 · бял кръг на бяло поле c4 · бяла дама на черно поле d4 · бял кръг на бяло поле e4 · бял кръг на черно поле f4 · бял кръг на бяло поле g4 · бял кръг на черно поле h4 · бял кръг на черно поле c3 · бял кръг на бяло поле d3 · бял кръг на черно поле e3 · бял кръг на черно поле b2 · бял кръг на черно поле d2 · бял кръг на черно поле f2 · бял кръг на черно поле a1 · бял кръг на бяло поле d1 · бял кръг на черно поле g1 | 8 |
| 7 | бял кръг на черно поле d8 · бял кръг на черно поле h8 · бял кръг на черно поле a7 · бял кръг на бяло поле d7 · бял кръг на черно поле g7 · бял кръг на черно поле b6 · бял кръг на черно поле d6 · бял кръг на черно поле f6 · бял кръг на черно поле c5 · бял кръг на бяло поле d5 · бял кръг на черно поле e5 · бял кръг на бяло поле a4 · бял кръг на черно поле b4 · бял кръг на бяло поле c4 · бяла дама на черно поле d4 · бял кръг на бяло поле e4 · бял кръг на черно поле f4 · бял кръг на бяло поле g4 · бял кръг на черно поле h4 · бял кръг на черно поле c3 · бял кръг на бяло поле d3 · бял кръг на черно поле e3 · бял кръг на черно поле b2 · бял кръг на черно поле d2 · бял кръг на черно поле f2 · бял кръг на черно поле a1 · бял кръг на бяло поле d1 · бял кръг на черно поле g1 | бял кръг на черно поле d8 · бял кръг на черно поле h8 · бял кръг на черно поле a7 · бял кръг на бяло поле d7 · бял кръг на черно поле g7 · бял кръг на черно поле b6 · бял кръг на черно поле d6 · бял кръг на черно поле f6 · бял кръг на черно поле c5 · бял кръг на бяло поле d5 · бял кръг на черно поле e5 · бял кръг на бяло поле a4 · бял кръг на черно поле b4 · бял кръг на бяло поле c4 · бяла дама на черно поле d4 · бял кръг на бяло поле e4 · бял кръг на черно поле f4 · бял кръг на бяло поле g4 · бял кръг на черно поле h4 · бял кръг на черно поле c3 · бял кръг на бяло поле d3 · бял кръг на черно поле e3 · бял кръг на черно поле b2 · бял кръг на черно поле d2 · бял кръг на черно поле f2 · бял кръг на черно поле a1 · бял кръг на бяло поле d1 · бял кръг на черно поле g1 | бял кръг на черно поле d8 · бял кръг на черно поле h8 · бял кръг на черно поле a7 · бял кръг на бяло поле d7 · бял кръг на черно поле g7 · бял кръг на черно поле b6 · бял кръг на черно поле d6 · бял кръг на черно поле f6 · бял кръг на черно поле c5 · бял кръг на бяло поле d5 · бял кръг на черно поле e5 · бял кръг на бяло поле a4 · бял кръг на черно поле b4 · бял кръг на бяло поле c4 · бяла дама на черно поле d4 · бял кръг на бяло поле e4 · бял кръг на черно поле f4 · бял кръг на бяло поле g4 · бял кръг на черно поле h4 · бял кръг на черно поле c3 · бял кръг на бяло поле d3 · бял кръг на черно поле e3 · бял кръг на черно поле b2 · бял кръг на черно поле d2 · бял кръг на черно поле f2 · бял кръг на черно поле a1 · бял кръг на бяло поле d1 · бял кръг на черно поле g1 | бял кръг на черно поле d8 · бял кръг на черно поле h8 · бял кръг на черно поле a7 · бял кръг на бяло поле d7 · бял кръг на черно поле g7 · бял кръг на черно поле b6 · бял кръг на черно поле d6 · бял кръг на черно поле f6 · бял кръг на черно поле c5 · бял кръг на бяло поле d5 · бял кръг на черно поле e5 · бял кръг на бяло поле a4 · бял кръг на черно поле b4 · бял кръг на бяло поле c4 · бяла дама на черно поле d4 · бял кръг на бяло поле e4 · бял кръг на черно поле f4 · бял кръг на бяло поле g4 · бял кръг на черно поле h4 · бял кръг на черно поле c3 · бял кръг на бяло поле d3 · бял кръг на черно поле e3 · бял кръг на черно поле b2 · бял кръг на черно поле d2 · бял кръг на черно поле f2 · бял кръг на черно поле a1 · бял кръг на бяло поле d1 · бял кръг на черно поле g1 | бял кръг на черно поле d8 · бял кръг на черно поле h8 · бял кръг на черно поле a7 · бял кръг на бяло поле d7 · бял кръг на черно поле g7 · бял кръг на черно поле b6 · бял кръг на черно поле d6 · бял кръг на черно поле f6 · бял кръг на черно поле c5 · бял кръг на бяло поле d5 · бял кръг на черно поле e5 · бял кръг на бяло поле a4 · бял кръг на черно поле b4 · бял кръг на бяло поле c4 · бяла дама на черно поле d4 · бял кръг на бяло поле e4 · бял кръг на черно поле f4 · бял кръг на бяло поле g4 · бял кръг на черно поле h4 · бял кръг на черно поле c3 · бял кръг на бяло поле d3 · бял кръг на черно поле e3 · бял кръг на черно поле b2 · бял кръг на черно поле d2 · бял кръг на черно поле f2 · бял кръг на черно поле a1 · бял кръг на бяло поле d1 · бял кръг на черно поле g1 | бял кръг на черно поле d8 · бял кръг на черно поле h8 · бял кръг на черно поле a7 · бял кръг на бяло поле d7 · бял кръг на черно поле g7 · бял кръг на черно поле b6 · бял кръг на черно поле d6 · бял кръг на черно поле f6 · бял кръг на черно поле c5 · бял кръг на бяло поле d5 · бял кръг на черно поле e5 · бял кръг на бяло поле a4 · бял кръг на черно поле b4 · бял кръг на бяло поле c4 · бяла дама на черно поле d4 · бял кръг на бяло поле e4 · бял кръг на черно поле f4 · бял кръг на бяло поле g4 · бял кръг на черно поле h4 · бял кръг на черно поле c3 · бял кръг на бяло поле d3 · бял кръг на черно поле e3 · бял кръг на черно поле b2 · бял кръг на черно поле d2 · бял кръг на черно поле f2 · бял кръг на черно поле a1 · бял кръг на бяло поле d1 · бял кръг на черно поле g1 | бял кръг на черно поле d8 · бял кръг на черно поле h8 · бял кръг на черно поле a7 · бял кръг на бяло поле d7 · бял кръг на черно поле g7 · бял кръг на черно поле b6 · бял кръг на черно поле d6 · бял кръг на черно поле f6 · бял кръг на черно поле c5 · бял кръг на бяло поле d5 · бял кръг на черно поле e5 · бял кръг на бяло поле a4 · бял кръг на черно поле b4 · бял кръг на бяло поле c4 · бяла дама на черно поле d4 · бял кръг на бяло поле e4 · бял кръг на черно поле f4 · бял кръг на бяло поле g4 · бял кръг на черно поле h4 · бял кръг на черно поле c3 · бял кръг на бяло поле d3 · бял кръг на черно поле e3 · бял кръг на черно поле b2 · бял кръг на черно поле d2 · бял кръг на черно поле f2 · бял кръг на черно поле a1 · бял кръг на бяло поле d1 · бял кръг на черно поле g1 | бял кръг на черно поле d8 · бял кръг на черно поле h8 · бял кръг на черно поле a7 · бял кръг на бяло поле d7 · бял кръг на черно поле g7 · бял кръг на черно поле b6 · бял кръг на черно поле d6 · бял кръг на черно поле f6 · бял кръг на черно поле c5 · бял кръг на бяло поле d5 · бял кръг на черно поле e5 · бял кръг на бяло поле a4 · бял кръг на черно поле b4 · бял кръг на бяло поле c4 · бяла дама на черно поле d4 · бял кръг на бяло поле e4 · бял кръг на черно поле f4 · бял кръг на бяло поле g4 · бял кръг на черно поле h4 · бял кръг на черно поле c3 · бял кръг на бяло поле d3 · бял кръг на черно поле e3 · бял кръг на черно поле b2 · бял кръг на черно поле d2 · бял кръг на черно поле f2 · бял кръг на черно поле a1 · бял кръг на бяло поле d1 · бял кръг на черно поле g1 | 7 |
| 6 | бял кръг на черно поле d8 · бял кръг на черно поле h8 · бял кръг на черно поле a7 · бял кръг на бяло поле d7 · бял кръг на черно поле g7 · бял кръг на черно поле b6 · бял кръг на черно поле d6 · бял кръг на черно поле f6 · бял кръг на черно поле c5 · бял кръг на бяло поле d5 · бял кръг на черно поле e5 · бял кръг на бяло поле a4 · бял кръг на черно поле b4 · бял кръг на бяло поле c4 · бяла дама на черно поле d4 · бял кръг на бяло поле e4 · бял кръг на черно поле f4 · бял кръг на бяло поле g4 · бял кръг на черно поле h4 · бял кръг на черно поле c3 · бял кръг на бяло поле d3 · бял кръг на черно поле e3 · бял кръг на черно поле b2 · бял кръг на черно поле d2 · бял кръг на черно поле f2 · бял кръг на черно поле a1 · бял кръг на бяло поле d1 · бял кръг на черно поле g1 | бял кръг на черно поле d8 · бял кръг на черно поле h8 · бял кръг на черно поле a7 · бял кръг на бяло поле d7 · бял кръг на черно поле g7 · бял кръг на черно поле b6 · бял кръг на черно поле d6 · бял кръг на черно поле f6 · бял кръг на черно поле c5 · бял кръг на бяло поле d5 · бял кръг на черно поле e5 · бял кръг на бяло поле a4 · бял кръг на черно поле b4 · бял кръг на бяло поле c4 · бяла дама на черно поле d4 · бял кръг на бяло поле e4 · бял кръг на черно поле f4 · бял кръг на бяло поле g4 · бял кръг на черно поле h4 · бял кръг на черно поле c3 · бял кръг на бяло поле d3 · бял кръг на черно поле e3 · бял кръг на черно поле b2 · бял кръг на черно поле d2 · бял кръг на черно поле f2 · бял кръг на черно поле a1 · бял кръг на бяло поле d1 · бял кръг на черно поле g1 | бял кръг на черно поле d8 · бял кръг на черно поле h8 · бял кръг на черно поле a7 · бял кръг на бяло поле d7 · бял кръг на черно поле g7 · бял кръг на черно поле b6 · бял кръг на черно поле d6 · бял кръг на черно поле f6 · бял кръг на черно поле c5 · бял кръг на бяло поле d5 · бял кръг на черно поле e5 · бял кръг на бяло поле a4 · бял кръг на черно поле b4 · бял кръг на бяло поле c4 · бяла дама на черно поле d4 · бял кръг на бяло поле e4 · бял кръг на черно поле f4 · бял кръг на бяло поле g4 · бял кръг на черно поле h4 · бял кръг на черно поле c3 · бял кръг на бяло поле d3 · бял кръг на черно поле e3 · бял кръг на черно поле b2 · бял кръг на черно поле d2 · бял кръг на черно поле f2 · бял кръг на черно поле a1 · бял кръг на бяло поле d1 · бял кръг на черно поле g1 | бял кръг на черно поле d8 · бял кръг на черно поле h8 · бял кръг на черно поле a7 · бял кръг на бяло поле d7 · бял кръг на черно поле g7 · бял кръг на черно поле b6 · бял кръг на черно поле d6 · бял кръг на черно поле f6 · бял кръг на черно поле c5 · бял кръг на бяло поле d5 · бял кръг на черно поле e5 · бял кръг на бяло поле a4 · бял кръг на черно поле b4 · бял кръг на бяло поле c4 · бяла дама на черно поле d4 · бял кръг на бяло поле e4 · бял кръг на черно поле f4 · бял кръг на бяло поле g4 · бял кръг на черно поле h4 · бял кръг на черно поле c3 · бял кръг на бяло поле d3 · бял кръг на черно поле e3 · бял кръг на черно поле b2 · бял кръг на черно поле d2 · бял кръг на черно поле f2 · бял кръг на черно поле a1 · бял кръг на бяло поле d1 · бял кръг на черно поле g1 | бял кръг на черно поле d8 · бял кръг на черно поле h8 · бял кръг на черно поле a7 · бял кръг на бяло поле d7 · бял кръг на черно поле g7 · бял кръг на черно поле b6 · бял кръг на черно поле d6 · бял кръг на черно поле f6 · бял кръг на черно поле c5 · бял кръг на бяло поле d5 · бял кръг на черно поле e5 · бял кръг на бяло поле a4 · бял кръг на черно поле b4 · бял кръг на бяло поле c4 · бяла дама на черно поле d4 · бял кръг на бяло поле e4 · бял кръг на черно поле f4 · бял кръг на бяло поле g4 · бял кръг на черно поле h4 · бял кръг на черно поле c3 · бял кръг на бяло поле d3 · бял кръг на черно поле e3 · бял кръг на черно поле b2 · бял кръг на черно поле d2 · бял кръг на черно поле f2 · бял кръг на черно поле a1 · бял кръг на бяло поле d1 · бял кръг на черно поле g1 | бял кръг на черно поле d8 · бял кръг на черно поле h8 · бял кръг на черно поле a7 · бял кръг на бяло поле d7 · бял кръг на черно поле g7 · бял кръг на черно поле b6 · бял кръг на черно поле d6 · бял кръг на черно поле f6 · бял кръг на черно поле c5 · бял кръг на бяло поле d5 · бял кръг на черно поле e5 · бял кръг на бяло поле a4 · бял кръг на черно поле b4 · бял кръг на бяло поле c4 · бяла дама на черно поле d4 · бял кръг на бяло поле e4 · бял кръг на черно поле f4 · бял кръг на бяло поле g4 · бял кръг на черно поле h4 · бял кръг на черно поле c3 · бял кръг на бяло поле d3 · бял кръг на черно поле e3 · бял кръг на черно поле b2 · бял кръг на черно поле d2 · бял кръг на черно поле f2 · бял кръг на черно поле a1 · бял кръг на бяло поле d1 · бял кръг на черно поле g1 | бял кръг на черно поле d8 · бял кръг на черно поле h8 · бял кръг на черно поле a7 · бял кръг на бяло поле d7 · бял кръг на черно поле g7 · бял кръг на черно поле b6 · бял кръг на черно поле d6 · бял кръг на черно поле f6 · бял кръг на черно поле c5 · бял кръг на бяло поле d5 · бял кръг на черно поле e5 · бял кръг на бяло поле a4 · бял кръг на черно поле b4 · бял кръг на бяло поле c4 · бяла дама на черно поле d4 · бял кръг на бяло поле e4 · бял кръг на черно поле f4 · бял кръг на бяло поле g4 · бял кръг на черно поле h4 · бял кръг на черно поле c3 · бял кръг на бяло поле d3 · бял кръг на черно поле e3 · бял кръг на черно поле b2 · бял кръг на черно поле d2 · бял кръг на черно поле f2 · бял кръг на черно поле a1 · бял кръг на бяло поле d1 · бял кръг на черно поле g1 | бял кръг на черно поле d8 · бял кръг на черно поле h8 · бял кръг на черно поле a7 · бял кръг на бяло поле d7 · бял кръг на черно поле g7 · бял кръг на черно поле b6 · бял кръг на черно поле d6 · бял кръг на черно поле f6 · бял кръг на черно поле c5 · бял кръг на бяло поле d5 · бял кръг на черно поле e5 · бял кръг на бяло поле a4 · бял кръг на черно поле b4 · бял кръг на бяло поле c4 · бяла дама на черно поле d4 · бял кръг на бяло поле e4 · бял кръг на черно поле f4 · бял кръг на бяло поле g4 · бял кръг на черно поле h4 · бял кръг на черно поле c3 · бял кръг на бяло поле d3 · бял кръг на черно поле e3 · бял кръг на черно поле b2 · бял кръг на черно поле d2 · бял кръг на черно поле f2 · бял кръг на черно поле a1 · бял кръг на бяло поле d1 · бял кръг на черно поле g1 | 6 |
| 5 | бял кръг на черно поле d8 · бял кръг на черно поле h8 · бял кръг на черно поле a7 · бял кръг на бяло поле d7 · бял кръг на черно поле g7 · бял кръг на черно поле b6 · бял кръг на черно поле d6 · бял кръг на черно поле f6 · бял кръг на черно поле c5 · бял кръг на бяло поле d5 · бял кръг на черно поле e5 · бял кръг на бяло поле a4 · бял кръг на черно поле b4 · бял кръг на бяло поле c4 · бяла дама на черно поле d4 · бял кръг на бяло поле e4 · бял кръг на черно поле f4 · бял кръг на бяло поле g4 · бял кръг на черно поле h4 · бял кръг на черно поле c3 · бял кръг на бяло поле d3 · бял кръг на черно поле e3 · бял кръг на черно поле b2 · бял кръг на черно поле d2 · бял кръг на черно поле f2 · бял кръг на черно поле a1 · бял кръг на бяло поле d1 · бял кръг на черно поле g1 | бял кръг на черно поле d8 · бял кръг на черно поле h8 · бял кръг на черно поле a7 · бял кръг на бяло поле d7 · бял кръг на черно поле g7 · бял кръг на черно поле b6 · бял кръг на черно поле d6 · бял кръг на черно поле f6 · бял кръг на черно поле c5 · бял кръг на бяло поле d5 · бял кръг на черно поле e5 · бял кръг на бяло поле a4 · бял кръг на черно поле b4 · бял кръг на бяло поле c4 · бяла дама на черно поле d4 · бял кръг на бяло поле e4 · бял кръг на черно поле f4 · бял кръг на бяло поле g4 · бял кръг на черно поле h4 · бял кръг на черно поле c3 · бял кръг на бяло поле d3 · бял кръг на черно поле e3 · бял кръг на черно поле b2 · бял кръг на черно поле d2 · бял кръг на черно поле f2 · бял кръг на черно поле a1 · бял кръг на бяло поле d1 · бял кръг на черно поле g1 | бял кръг на черно поле d8 · бял кръг на черно поле h8 · бял кръг на черно поле a7 · бял кръг на бяло поле d7 · бял кръг на черно поле g7 · бял кръг на черно поле b6 · бял кръг на черно поле d6 · бял кръг на черно поле f6 · бял кръг на черно поле c5 · бял кръг на бяло поле d5 · бял кръг на черно поле e5 · бял кръг на бяло поле a4 · бял кръг на черно поле b4 · бял кръг на бяло поле c4 · бяла дама на черно поле d4 · бял кръг на бяло поле e4 · бял кръг на черно поле f4 · бял кръг на бяло поле g4 · бял кръг на черно поле h4 · бял кръг на черно поле c3 · бял кръг на бяло поле d3 · бял кръг на черно поле e3 · бял кръг на черно поле b2 · бял кръг на черно поле d2 · бял кръг на черно поле f2 · бял кръг на черно поле a1 · бял кръг на бяло поле d1 · бял кръг на черно поле g1 | бял кръг на черно поле d8 · бял кръг на черно поле h8 · бял кръг на черно поле a7 · бял кръг на бяло поле d7 · бял кръг на черно поле g7 · бял кръг на черно поле b6 · бял кръг на черно поле d6 · бял кръг на черно поле f6 · бял кръг на черно поле c5 · бял кръг на бяло поле d5 · бял кръг на черно поле e5 · бял кръг на бяло поле a4 · бял кръг на черно поле b4 · бял кръг на бяло поле c4 · бяла дама на черно поле d4 · бял кръг на бяло поле e4 · бял кръг на черно поле f4 · бял кръг на бяло поле g4 · бял кръг на черно поле h4 · бял кръг на черно поле c3 · бял кръг на бяло поле d3 · бял кръг на черно поле e3 · бял кръг на черно поле b2 · бял кръг на черно поле d2 · бял кръг на черно поле f2 · бял кръг на черно поле a1 · бял кръг на бяло поле d1 · бял кръг на черно поле g1 | бял кръг на черно поле d8 · бял кръг на черно поле h8 · бял кръг на черно поле a7 · бял кръг на бяло поле d7 · бял кръг на черно поле g7 · бял кръг на черно поле b6 · бял кръг на черно поле d6 · бял кръг на черно поле f6 · бял кръг на черно поле c5 · бял кръг на бяло поле d5 · бял кръг на черно поле e5 · бял кръг на бяло поле a4 · бял кръг на черно поле b4 · бял кръг на бяло поле c4 · бяла дама на черно поле d4 · бял кръг на бяло поле e4 · бял кръг на черно поле f4 · бял кръг на бяло поле g4 · бял кръг на черно поле h4 · бял кръг на черно поле c3 · бял кръг на бяло поле d3 · бял кръг на черно поле e3 · бял кръг на черно поле b2 · бял кръг на черно поле d2 · бял кръг на черно поле f2 · бял кръг на черно поле a1 · бял кръг на бяло поле d1 · бял кръг на черно поле g1 | бял кръг на черно поле d8 · бял кръг на черно поле h8 · бял кръг на черно поле a7 · бял кръг на бяло поле d7 · бял кръг на черно поле g7 · бял кръг на черно поле b6 · бял кръг на черно поле d6 · бял кръг на черно поле f6 · бял кръг на черно поле c5 · бял кръг на бяло поле d5 · бял кръг на черно поле e5 · бял кръг на бяло поле a4 · бял кръг на черно поле b4 · бял кръг на бяло поле c4 · бяла дама на черно поле d4 · бял кръг на бяло поле e4 · бял кръг на черно поле f4 · бял кръг на бяло поле g4 · бял кръг на черно поле h4 · бял кръг на черно поле c3 · бял кръг на бяло поле d3 · бял кръг на черно поле e3 · бял кръг на черно поле b2 · бял кръг на черно поле d2 · бял кръг на черно поле f2 · бял кръг на черно поле a1 · бял кръг на бяло поле d1 · бял кръг на черно поле g1 | бял кръг на черно поле d8 · бял кръг на черно поле h8 · бял кръг на черно поле a7 · бял кръг на бяло поле d7 · бял кръг на черно поле g7 · бял кръг на черно поле b6 · бял кръг на черно поле d6 · бял кръг на черно поле f6 · бял кръг на черно поле c5 · бял кръг на бяло поле d5 · бял кръг на черно поле e5 · бял кръг на бяло поле a4 · бял кръг на черно поле b4 · бял кръг на бяло поле c4 · бяла дама на черно поле d4 · бял кръг на бяло поле e4 · бял кръг на черно поле f4 · бял кръг на бяло поле g4 · бял кръг на черно поле h4 · бял кръг на черно поле c3 · бял кръг на бяло поле d3 · бял кръг на черно поле e3 · бял кръг на черно поле b2 · бял кръг на черно поле d2 · бял кръг на черно поле f2 · бял кръг на черно поле a1 · бял кръг на бяло поле d1 · бял кръг на черно поле g1 | бял кръг на черно поле d8 · бял кръг на черно поле h8 · бял кръг на черно поле a7 · бял кръг на бяло поле d7 · бял кръг на черно поле g7 · бял кръг на черно поле b6 · бял кръг на черно поле d6 · бял кръг на черно поле f6 · бял кръг на черно поле c5 · бял кръг на бяло поле d5 · бял кръг на черно поле e5 · бял кръг на бяло поле a4 · бял кръг на черно поле b4 · бял кръг на бяло поле c4 · бяла дама на черно поле d4 · бял кръг на бяло поле e4 · бял кръг на черно поле f4 · бял кръг на бяло поле g4 · бял кръг на черно поле h4 · бял кръг на черно поле c3 · бял кръг на бяло поле d3 · бял кръг на черно поле e3 · бял кръг на черно поле b2 · бял кръг на черно поле d2 · бял кръг на черно поле f2 · бял кръг на черно поле a1 · бял кръг на бяло поле d1 · бял кръг на черно поле g1 | 5 |
| 4 | бял кръг на черно поле d8 · бял кръг на черно поле h8 · бял кръг на черно поле a7 · бял кръг на бяло поле d7 · бял кръг на черно поле g7 · бял кръг на черно поле b6 · бял кръг на черно поле d6 · бял кръг на черно поле f6 · бял кръг на черно поле c5 · бял кръг на бяло поле d5 · бял кръг на черно поле e5 · бял кръг на бяло поле a4 · бял кръг на черно поле b4 · бял кръг на бяло поле c4 · бяла дама на черно поле d4 · бял кръг на бяло поле e4 · бял кръг на черно поле f4 · бял кръг на бяло поле g4 · бял кръг на черно поле h4 · бял кръг на черно поле c3 · бял кръг на бяло поле d3 · бял кръг на черно поле e3 · бял кръг на черно поле b2 · бял кръг на черно поле d2 · бял кръг на черно поле f2 · бял кръг на черно поле a1 · бял кръг на бяло поле d1 · бял кръг на черно поле g1 | бял кръг на черно поле d8 · бял кръг на черно поле h8 · бял кръг на черно поле a7 · бял кръг на бяло поле d7 · бял кръг на черно поле g7 · бял кръг на черно поле b6 · бял кръг на черно поле d6 · бял кръг на черно поле f6 · бял кръг на черно поле c5 · бял кръг на бяло поле d5 · бял кръг на черно поле e5 · бял кръг на бяло поле a4 · бял кръг на черно поле b4 · бял кръг на бяло поле c4 · бяла дама на черно поле d4 · бял кръг на бяло поле e4 · бял кръг на черно поле f4 · бял кръг на бяло поле g4 · бял кръг на черно поле h4 · бял кръг на черно поле c3 · бял кръг на бяло поле d3 · бял кръг на черно поле e3 · бял кръг на черно поле b2 · бял кръг на черно поле d2 · бял кръг на черно поле f2 · бял кръг на черно поле a1 · бял кръг на бяло поле d1 · бял кръг на черно поле g1 | бял кръг на черно поле d8 · бял кръг на черно поле h8 · бял кръг на черно поле a7 · бял кръг на бяло поле d7 · бял кръг на черно поле g7 · бял кръг на черно поле b6 · бял кръг на черно поле d6 · бял кръг на черно поле f6 · бял кръг на черно поле c5 · бял кръг на бяло поле d5 · бял кръг на черно поле e5 · бял кръг на бяло поле a4 · бял кръг на черно поле b4 · бял кръг на бяло поле c4 · бяла дама на черно поле d4 · бял кръг на бяло поле e4 · бял кръг на черно поле f4 · бял кръг на бяло поле g4 · бял кръг на черно поле h4 · бял кръг на черно поле c3 · бял кръг на бяло поле d3 · бял кръг на черно поле e3 · бял кръг на черно поле b2 · бял кръг на черно поле d2 · бял кръг на черно поле f2 · бял кръг на черно поле a1 · бял кръг на бяло поле d1 · бял кръг на черно поле g1 | бял кръг на черно поле d8 · бял кръг на черно поле h8 · бял кръг на черно поле a7 · бял кръг на бяло поле d7 · бял кръг на черно поле g7 · бял кръг на черно поле b6 · бял кръг на черно поле d6 · бял кръг на черно поле f6 · бял кръг на черно поле c5 · бял кръг на бяло поле d5 · бял кръг на черно поле e5 · бял кръг на бяло поле a4 · бял кръг на черно поле b4 · бял кръг на бяло поле c4 · бяла дама на черно поле d4 · бял кръг на бяло поле e4 · бял кръг на черно поле f4 · бял кръг на бяло поле g4 · бял кръг на черно поле h4 · бял кръг на черно поле c3 · бял кръг на бяло поле d3 · бял кръг на черно поле e3 · бял кръг на черно поле b2 · бял кръг на черно поле d2 · бял кръг на черно поле f2 · бял кръг на черно поле a1 · бял кръг на бяло поле d1 · бял кръг на черно поле g1 | бял кръг на черно поле d8 · бял кръг на черно поле h8 · бял кръг на черно поле a7 · бял кръг на бяло поле d7 · бял кръг на черно поле g7 · бял кръг на черно поле b6 · бял кръг на черно поле d6 · бял кръг на черно поле f6 · бял кръг на черно поле c5 · бял кръг на бяло поле d5 · бял кръг на черно поле e5 · бял кръг на бяло поле a4 · бял кръг на черно поле b4 · бял кръг на бяло поле c4 · бяла дама на черно поле d4 · бял кръг на бяло поле e4 · бял кръг на черно поле f4 · бял кръг на бяло поле g4 · бял кръг на черно поле h4 · бял кръг на черно поле c3 · бял кръг на бяло поле d3 · бял кръг на черно поле e3 · бял кръг на черно поле b2 · бял кръг на черно поле d2 · бял кръг на черно поле f2 · бял кръг на черно поле a1 · бял кръг на бяло поле d1 · бял кръг на черно поле g1 | бял кръг на черно поле d8 · бял кръг на черно поле h8 · бял кръг на черно поле a7 · бял кръг на бяло поле d7 · бял кръг на черно поле g7 · бял кръг на черно поле b6 · бял кръг на черно поле d6 · бял кръг на черно поле f6 · бял кръг на черно поле c5 · бял кръг на бяло поле d5 · бял кръг на черно поле e5 · бял кръг на бяло поле a4 · бял кръг на черно поле b4 · бял кръг на бяло поле c4 · бяла дама на черно поле d4 · бял кръг на бяло поле e4 · бял кръг на черно поле f4 · бял кръг на бяло поле g4 · бял кръг на черно поле h4 · бял кръг на черно поле c3 · бял кръг на бяло поле d3 · бял кръг на черно поле e3 · бял кръг на черно поле b2 · бял кръг на черно поле d2 · бял кръг на черно поле f2 · бял кръг на черно поле a1 · бял кръг на бяло поле d1 · бял кръг на черно поле g1 | бял кръг на черно поле d8 · бял кръг на черно поле h8 · бял кръг на черно поле a7 · бял кръг на бяло поле d7 · бял кръг на черно поле g7 · бял кръг на черно поле b6 · бял кръг на черно поле d6 · бял кръг на черно поле f6 · бял кръг на черно поле c5 · бял кръг на бяло поле d5 · бял кръг на черно поле e5 · бял кръг на бяло поле a4 · бял кръг на черно поле b4 · бял кръг на бяло поле c4 · бяла дама на черно поле d4 · бял кръг на бяло поле e4 · бял кръг на черно поле f4 · бял кръг на бяло поле g4 · бял кръг на черно поле h4 · бял кръг на черно поле c3 · бял кръг на бяло поле d3 · бял кръг на черно поле e3 · бял кръг на черно поле b2 · бял кръг на черно поле d2 · бял кръг на черно поле f2 · бял кръг на черно поле a1 · бял кръг на бяло поле d1 · бял кръг на черно поле g1 | бял кръг на черно поле d8 · бял кръг на черно поле h8 · бял кръг на черно поле a7 · бял кръг на бяло поле d7 · бял кръг на черно поле g7 · бял кръг на черно поле b6 · бял кръг на черно поле d6 · бял кръг на черно поле f6 · бял кръг на черно поле c5 · бял кръг на бяло поле d5 · бял кръг на черно поле e5 · бял кръг на бяло поле a4 · бял кръг на черно поле b4 · бял кръг на бяло поле c4 · бяла дама на черно поле d4 · бял кръг на бяло поле e4 · бял кръг на черно поле f4 · бял кръг на бяло поле g4 · бял кръг на черно поле h4 · бял кръг на черно поле c3 · бял кръг на бяло поле d3 · бял кръг на черно поле e3 · бял кръг на черно поле b2 · бял кръг на черно поле d2 · бял кръг на черно поле f2 · бял кръг на черно поле a1 · бял кръг на бяло поле d1 · бял кръг на черно поле g1 | 4 |
| 3 | бял кръг на черно поле d8 · бял кръг на черно поле h8 · бял кръг на черно поле a7 · бял кръг на бяло поле d7 · бял кръг на черно поле g7 · бял кръг на черно поле b6 · бял кръг на черно поле d6 · бял кръг на черно поле f6 · бял кръг на черно поле c5 · бял кръг на бяло поле d5 · бял кръг на черно поле e5 · бял кръг на бяло поле a4 · бял кръг на черно поле b4 · бял кръг на бяло поле c4 · бяла дама на черно поле d4 · бял кръг на бяло поле e4 · бял кръг на черно поле f4 · бял кръг на бяло поле g4 · бял кръг на черно поле h4 · бял кръг на черно поле c3 · бял кръг на бяло поле d3 · бял кръг на черно поле e3 · бял кръг на черно поле b2 · бял кръг на черно поле d2 · бял кръг на черно поле f2 · бял кръг на черно поле a1 · бял кръг на бяло поле d1 · бял кръг на черно поле g1 | бял кръг на черно поле d8 · бял кръг на черно поле h8 · бял кръг на черно поле a7 · бял кръг на бяло поле d7 · бял кръг на черно поле g7 · бял кръг на черно поле b6 · бял кръг на черно поле d6 · бял кръг на черно поле f6 · бял кръг на черно поле c5 · бял кръг на бяло поле d5 · бял кръг на черно поле e5 · бял кръг на бяло поле a4 · бял кръг на черно поле b4 · бял кръг на бяло поле c4 · бяла дама на черно поле d4 · бял кръг на бяло поле e4 · бял кръг на черно поле f4 · бял кръг на бяло поле g4 · бял кръг на черно поле h4 · бял кръг на черно поле c3 · бял кръг на бяло поле d3 · бял кръг на черно поле e3 · бял кръг на черно поле b2 · бял кръг на черно поле d2 · бял кръг на черно поле f2 · бял кръг на черно поле a1 · бял кръг на бяло поле d1 · бял кръг на черно поле g1 | бял кръг на черно поле d8 · бял кръг на черно поле h8 · бял кръг на черно поле a7 · бял кръг на бяло поле d7 · бял кръг на черно поле g7 · бял кръг на черно поле b6 · бял кръг на черно поле d6 · бял кръг на черно поле f6 · бял кръг на черно поле c5 · бял кръг на бяло поле d5 · бял кръг на черно поле e5 · бял кръг на бяло поле a4 · бял кръг на черно поле b4 · бял кръг на бяло поле c4 · бяла дама на черно поле d4 · бял кръг на бяло поле e4 · бял кръг на черно поле f4 · бял кръг на бяло поле g4 · бял кръг на черно поле h4 · бял кръг на черно поле c3 · бял кръг на бяло поле d3 · бял кръг на черно поле e3 · бял кръг на черно поле b2 · бял кръг на черно поле d2 · бял кръг на черно поле f2 · бял кръг на черно поле a1 · бял кръг на бяло поле d1 · бял кръг на черно поле g1 | бял кръг на черно поле d8 · бял кръг на черно поле h8 · бял кръг на черно поле a7 · бял кръг на бяло поле d7 · бял кръг на черно поле g7 · бял кръг на черно поле b6 · бял кръг на черно поле d6 · бял кръг на черно поле f6 · бял кръг на черно поле c5 · бял кръг на бяло поле d5 · бял кръг на черно поле e5 · бял кръг на бяло поле a4 · бял кръг на черно поле b4 · бял кръг на бяло поле c4 · бяла дама на черно поле d4 · бял кръг на бяло поле e4 · бял кръг на черно поле f4 · бял кръг на бяло поле g4 · бял кръг на черно поле h4 · бял кръг на черно поле c3 · бял кръг на бяло поле d3 · бял кръг на черно поле e3 · бял кръг на черно поле b2 · бял кръг на черно поле d2 · бял кръг на черно поле f2 · бял кръг на черно поле a1 · бял кръг на бяло поле d1 · бял кръг на черно поле g1 | бял кръг на черно поле d8 · бял кръг на черно поле h8 · бял кръг на черно поле a7 · бял кръг на бяло поле d7 · бял кръг на черно поле g7 · бял кръг на черно поле b6 · бял кръг на черно поле d6 · бял кръг на черно поле f6 · бял кръг на черно поле c5 · бял кръг на бяло поле d5 · бял кръг на черно поле e5 · бял кръг на бяло поле a4 · бял кръг на черно поле b4 · бял кръг на бяло поле c4 · бяла дама на черно поле d4 · бял кръг на бяло поле e4 · бял кръг на черно поле f4 · бял кръг на бяло поле g4 · бял кръг на черно поле h4 · бял кръг на черно поле c3 · бял кръг на бяло поле d3 · бял кръг на черно поле e3 · бял кръг на черно поле b2 · бял кръг на черно поле d2 · бял кръг на черно поле f2 · бял кръг на черно поле a1 · бял кръг на бяло поле d1 · бял кръг на черно поле g1 | бял кръг на черно поле d8 · бял кръг на черно поле h8 · бял кръг на черно поле a7 · бял кръг на бяло поле d7 · бял кръг на черно поле g7 · бял кръг на черно поле b6 · бял кръг на черно поле d6 · бял кръг на черно поле f6 · бял кръг на черно поле c5 · бял кръг на бяло поле d5 · бял кръг на черно поле e5 · бял кръг на бяло поле a4 · бял кръг на черно поле b4 · бял кръг на бяло поле c4 · бяла дама на черно поле d4 · бял кръг на бяло поле e4 · бял кръг на черно поле f4 · бял кръг на бяло поле g4 · бял кръг на черно поле h4 · бял кръг на черно поле c3 · бял кръг на бяло поле d3 · бял кръг на черно поле e3 · бял кръг на черно поле b2 · бял кръг на черно поле d2 · бял кръг на черно поле f2 · бял кръг на черно поле a1 · бял кръг на бяло поле d1 · бял кръг на черно поле g1 | бял кръг на черно поле d8 · бял кръг на черно поле h8 · бял кръг на черно поле a7 · бял кръг на бяло поле d7 · бял кръг на черно поле g7 · бял кръг на черно поле b6 · бял кръг на черно поле d6 · бял кръг на черно поле f6 · бял кръг на черно поле c5 · бял кръг на бяло поле d5 · бял кръг на черно поле e5 · бял кръг на бяло поле a4 · бял кръг на черно поле b4 · бял кръг на бяло поле c4 · бяла дама на черно поле d4 · бял кръг на бяло поле e4 · бял кръг на черно поле f4 · бял кръг на бяло поле g4 · бял кръг на черно поле h4 · бял кръг на черно поле c3 · бял кръг на бяло поле d3 · бял кръг на черно поле e3 · бял кръг на черно поле b2 · бял кръг на черно поле d2 · бял кръг на черно поле f2 · бял кръг на черно поле a1 · бял кръг на бяло поле d1 · бял кръг на черно поле g1 | бял кръг на черно поле d8 · бял кръг на черно поле h8 · бял кръг на черно поле a7 · бял кръг на бяло поле d7 · бял кръг на черно поле g7 · бял кръг на черно поле b6 · бял кръг на черно поле d6 · бял кръг на черно поле f6 · бял кръг на черно поле c5 · бял кръг на бяло поле d5 · бял кръг на черно поле e5 · бял кръг на бяло поле a4 · бял кръг на черно поле b4 · бял кръг на бяло поле c4 · бяла дама на черно поле d4 · бял кръг на бяло поле e4 · бял кръг на черно поле f4 · бял кръг на бяло поле g4 · бял кръг на черно поле h4 · бял кръг на черно поле c3 · бял кръг на бяло поле d3 · бял кръг на черно поле e3 · бял кръг на черно поле b2 · бял кръг на черно поле d2 · бял кръг на черно поле f2 · бял кръг на черно поле a1 · бял кръг на бяло поле d1 · бял кръг на черно поле g1 | 3 |
| 2 | бял кръг на черно поле d8 · бял кръг на черно поле h8 · бял кръг на черно поле a7 · бял кръг на бяло поле d7 · бял кръг на черно поле g7 · бял кръг на черно поле b6 · бял кръг на черно поле d6 · бял кръг на черно поле f6 · бял кръг на черно поле c5 · бял кръг на бяло поле d5 · бял кръг на черно поле e5 · бял кръг на бяло поле a4 · бял кръг на черно поле b4 · бял кръг на бяло поле c4 · бяла дама на черно поле d4 · бял кръг на бяло поле e4 · бял кръг на черно поле f4 · бял кръг на бяло поле g4 · бял кръг на черно поле h4 · бял кръг на черно поле c3 · бял кръг на бяло поле d3 · бял кръг на черно поле e3 · бял кръг на черно поле b2 · бял кръг на черно поле d2 · бял кръг на черно поле f2 · бял кръг на черно поле a1 · бял кръг на бяло поле d1 · бял кръг на черно поле g1 | бял кръг на черно поле d8 · бял кръг на черно поле h8 · бял кръг на черно поле a7 · бял кръг на бяло поле d7 · бял кръг на черно поле g7 · бял кръг на черно поле b6 · бял кръг на черно поле d6 · бял кръг на черно поле f6 · бял кръг на черно поле c5 · бял кръг на бяло поле d5 · бял кръг на черно поле e5 · бял кръг на бяло поле a4 · бял кръг на черно поле b4 · бял кръг на бяло поле c4 · бяла дама на черно поле d4 · бял кръг на бяло поле e4 · бял кръг на черно поле f4 · бял кръг на бяло поле g4 · бял кръг на черно поле h4 · бял кръг на черно поле c3 · бял кръг на бяло поле d3 · бял кръг на черно поле e3 · бял кръг на черно поле b2 · бял кръг на черно поле d2 · бял кръг на черно поле f2 · бял кръг на черно поле a1 · бял кръг на бяло поле d1 · бял кръг на черно поле g1 | бял кръг на черно поле d8 · бял кръг на черно поле h8 · бял кръг на черно поле a7 · бял кръг на бяло поле d7 · бял кръг на черно поле g7 · бял кръг на черно поле b6 · бял кръг на черно поле d6 · бял кръг на черно поле f6 · бял кръг на черно поле c5 · бял кръг на бяло поле d5 · бял кръг на черно поле e5 · бял кръг на бяло поле a4 · бял кръг на черно поле b4 · бял кръг на бяло поле c4 · бяла дама на черно поле d4 · бял кръг на бяло поле e4 · бял кръг на черно поле f4 · бял кръг на бяло поле g4 · бял кръг на черно поле h4 · бял кръг на черно поле c3 · бял кръг на бяло поле d3 · бял кръг на черно поле e3 · бял кръг на черно поле b2 · бял кръг на черно поле d2 · бял кръг на черно поле f2 · бял кръг на черно поле a1 · бял кръг на бяло поле d1 · бял кръг на черно поле g1 | бял кръг на черно поле d8 · бял кръг на черно поле h8 · бял кръг на черно поле a7 · бял кръг на бяло поле d7 · бял кръг на черно поле g7 · бял кръг на черно поле b6 · бял кръг на черно поле d6 · бял кръг на черно поле f6 · бял кръг на черно поле c5 · бял кръг на бяло поле d5 · бял кръг на черно поле e5 · бял кръг на бяло поле a4 · бял кръг на черно поле b4 · бял кръг на бяло поле c4 · бяла дама на черно поле d4 · бял кръг на бяло поле e4 · бял кръг на черно поле f4 · бял кръг на бяло поле g4 · бял кръг на черно поле h4 · бял кръг на черно поле c3 · бял кръг на бяло поле d3 · бял кръг на черно поле e3 · бял кръг на черно поле b2 · бял кръг на черно поле d2 · бял кръг на черно поле f2 · бял кръг на черно поле a1 · бял кръг на бяло поле d1 · бял кръг на черно поле g1 | бял кръг на черно поле d8 · бял кръг на черно поле h8 · бял кръг на черно поле a7 · бял кръг на бяло поле d7 · бял кръг на черно поле g7 · бял кръг на черно поле b6 · бял кръг на черно поле d6 · бял кръг на черно поле f6 · бял кръг на черно поле c5 · бял кръг на бяло поле d5 · бял кръг на черно поле e5 · бял кръг на бяло поле a4 · бял кръг на черно поле b4 · бял кръг на бяло поле c4 · бяла дама на черно поле d4 · бял кръг на бяло поле e4 · бял кръг на черно поле f4 · бял кръг на бяло поле g4 · бял кръг на черно поле h4 · бял кръг на черно поле c3 · бял кръг на бяло поле d3 · бял кръг на черно поле e3 · бял кръг на черно поле b2 · бял кръг на черно поле d2 · бял кръг на черно поле f2 · бял кръг на черно поле a1 · бял кръг на бяло поле d1 · бял кръг на черно поле g1 | бял кръг на черно поле d8 · бял кръг на черно поле h8 · бял кръг на черно поле a7 · бял кръг на бяло поле d7 · бял кръг на черно поле g7 · бял кръг на черно поле b6 · бял кръг на черно поле d6 · бял кръг на черно поле f6 · бял кръг на черно поле c5 · бял кръг на бяло поле d5 · бял кръг на черно поле e5 · бял кръг на бяло поле a4 · бял кръг на черно поле b4 · бял кръг на бяло поле c4 · бяла дама на черно поле d4 · бял кръг на бяло поле e4 · бял кръг на черно поле f4 · бял кръг на бяло поле g4 · бял кръг на черно поле h4 · бял кръг на черно поле c3 · бял кръг на бяло поле d3 · бял кръг на черно поле e3 · бял кръг на черно поле b2 · бял кръг на черно поле d2 · бял кръг на черно поле f2 · бял кръг на черно поле a1 · бял кръг на бяло поле d1 · бял кръг на черно поле g1 | бял кръг на черно поле d8 · бял кръг на черно поле h8 · бял кръг на черно поле a7 · бял кръг на бяло поле d7 · бял кръг на черно поле g7 · бял кръг на черно поле b6 · бял кръг на черно поле d6 · бял кръг на черно поле f6 · бял кръг на черно поле c5 · бял кръг на бяло поле d5 · бял кръг на черно поле e5 · бял кръг на бяло поле a4 · бял кръг на черно поле b4 · бял кръг на бяло поле c4 · бяла дама на черно поле d4 · бял кръг на бяло поле e4 · бял кръг на черно поле f4 · бял кръг на бяло поле g4 · бял кръг на черно поле h4 · бял кръг на черно поле c3 · бял кръг на бяло поле d3 · бял кръг на черно поле e3 · бял кръг на черно поле b2 · бял кръг на черно поле d2 · бял кръг на черно поле f2 · бял кръг на черно поле a1 · бял кръг на бяло поле d1 · бял кръг на черно поле g1 | бял кръг на черно поле d8 · бял кръг на черно поле h8 · бял кръг на черно поле a7 · бял кръг на бяло поле d7 · бял кръг на черно поле g7 · бял кръг на черно поле b6 · бял кръг на черно поле d6 · бял кръг на черно поле f6 · бял кръг на черно поле c5 · бял кръг на бяло поле d5 · бял кръг на черно поле e5 · бял кръг на бяло поле a4 · бял кръг на черно поле b4 · бял кръг на бяло поле c4 · бяла дама на черно поле d4 · бял кръг на бяло поле e4 · бял кръг на черно поле f4 · бял кръг на бяло поле g4 · бял кръг на черно поле h4 · бял кръг на черно поле c3 · бял кръг на бяло поле d3 · бял кръг на черно поле e3 · бял кръг на черно поле b2 · бял кръг на черно поле d2 · бял кръг на черно поле f2 · бял кръг на черно поле a1 · бял кръг на бяло поле d1 · бял кръг на черно поле g1 | 2 |
| 1 | бял кръг на черно поле d8 · бял кръг на черно поле h8 · бял кръг на черно поле a7 · бял кръг на бяло поле d7 · бял кръг на черно поле g7 · бял кръг на черно поле b6 · бял кръг на черно поле d6 · бял кръг на черно поле f6 · бял кръг на черно поле c5 · бял кръг на бяло поле d5 · бял кръг на черно поле e5 · бял кръг на бяло поле a4 · бял кръг на черно поле b4 · бял кръг на бяло поле c4 · бяла дама на черно поле d4 · бял кръг на бяло поле e4 · бял кръг на черно поле f4 · бял кръг на бяло поле g4 · бял кръг на черно поле h4 · бял кръг на черно поле c3 · бял кръг на бяло поле d3 · бял кръг на черно поле e3 · бял кръг на черно поле b2 · бял кръг на черно поле d2 · бял кръг на черно поле f2 · бял кръг на черно поле a1 · бял кръг на бяло поле d1 · бял кръг на черно поле g1 | бял кръг на черно поле d8 · бял кръг на черно поле h8 · бял кръг на черно поле a7 · бял кръг на бяло поле d7 · бял кръг на черно поле g7 · бял кръг на черно поле b6 · бял кръг на черно поле d6 · бял кръг на черно поле f6 · бял кръг на черно поле c5 · бял кръг на бяло поле d5 · бял кръг на черно поле e5 · бял кръг на бяло поле a4 · бял кръг на черно поле b4 · бял кръг на бяло поле c4 · бяла дама на черно поле d4 · бял кръг на бяло поле e4 · бял кръг на черно поле f4 · бял кръг на бяло поле g4 · бял кръг на черно поле h4 · бял кръг на черно поле c3 · бял кръг на бяло поле d3 · бял кръг на черно поле e3 · бял кръг на черно поле b2 · бял кръг на черно поле d2 · бял кръг на черно поле f2 · бял кръг на черно поле a1 · бял кръг на бяло поле d1 · бял кръг на черно поле g1 | бял кръг на черно поле d8 · бял кръг на черно поле h8 · бял кръг на черно поле a7 · бял кръг на бяло поле d7 · бял кръг на черно поле g7 · бял кръг на черно поле b6 · бял кръг на черно поле d6 · бял кръг на черно поле f6 · бял кръг на черно поле c5 · бял кръг на бяло поле d5 · бял кръг на черно поле e5 · бял кръг на бяло поле a4 · бял кръг на черно поле b4 · бял кръг на бяло поле c4 · бяла дама на черно поле d4 · бял кръг на бяло поле e4 · бял кръг на черно поле f4 · бял кръг на бяло поле g4 · бял кръг на черно поле h4 · бял кръг на черно поле c3 · бял кръг на бяло поле d3 · бял кръг на черно поле e3 · бял кръг на черно поле b2 · бял кръг на черно поле d2 · бял кръг на черно поле f2 · бял кръг на черно поле a1 · бял кръг на бяло поле d1 · бял кръг на черно поле g1 | бял кръг на черно поле d8 · бял кръг на черно поле h8 · бял кръг на черно поле a7 · бял кръг на бяло поле d7 · бял кръг на черно поле g7 · бял кръг на черно поле b6 · бял кръг на черно поле d6 · бял кръг на черно поле f6 · бял кръг на черно поле c5 · бял кръг на бяло поле d5 · бял кръг на черно поле e5 · бял кръг на бяло поле a4 · бял кръг на черно поле b4 · бял кръг на бяло поле c4 · бяла дама на черно поле d4 · бял кръг на бяло поле e4 · бял кръг на черно поле f4 · бял кръг на бяло поле g4 · бял кръг на черно поле h4 · бял кръг на черно поле c3 · бял кръг на бяло поле d3 · бял кръг на черно поле e3 · бял кръг на черно поле b2 · бял кръг на черно поле d2 · бял кръг на черно поле f2 · бял кръг на черно поле a1 · бял кръг на бяло поле d1 · бял кръг на черно поле g1 | бял кръг на черно поле d8 · бял кръг на черно поле h8 · бял кръг на черно поле a7 · бял кръг на бяло поле d7 · бял кръг на черно поле g7 · бял кръг на черно поле b6 · бял кръг на черно поле d6 · бял кръг на черно поле f6 · бял кръг на черно поле c5 · бял кръг на бяло поле d5 · бял кръг на черно поле e5 · бял кръг на бяло поле a4 · бял кръг на черно поле b4 · бял кръг на бяло поле c4 · бяла дама на черно поле d4 · бял кръг на бяло поле e4 · бял кръг на черно поле f4 · бял кръг на бяло поле g4 · бял кръг на черно поле h4 · бял кръг на черно поле c3 · бял кръг на бяло поле d3 · бял кръг на черно поле e3 · бял кръг на черно поле b2 · бял кръг на черно поле d2 · бял кръг на черно поле f2 · бял кръг на черно поле a1 · бял кръг на бяло поле d1 · бял кръг на черно поле g1 | бял кръг на черно поле d8 · бял кръг на черно поле h8 · бял кръг на черно поле a7 · бял кръг на бяло поле d7 · бял кръг на черно поле g7 · бял кръг на черно поле b6 · бял кръг на черно поле d6 · бял кръг на черно поле f6 · бял кръг на черно поле c5 · бял кръг на бяло поле d5 · бял кръг на черно поле e5 · бял кръг на бяло поле a4 · бял кръг на черно поле b4 · бял кръг на бяло поле c4 · бяла дама на черно поле d4 · бял кръг на бяло поле e4 · бял кръг на черно поле f4 · бял кръг на бяло поле g4 · бял кръг на черно поле h4 · бял кръг на черно поле c3 · бял кръг на бяло поле d3 · бял кръг на черно поле e3 · бял кръг на черно поле b2 · бял кръг на черно поле d2 · бял кръг на черно поле f2 · бял кръг на черно поле a1 · бял кръг на бяло поле d1 · бял кръг на черно поле g1 | бял кръг на черно поле d8 · бял кръг на черно поле h8 · бял кръг на черно поле a7 · бял кръг на бяло поле d7 · бял кръг на черно поле g7 · бял кръг на черно поле b6 · бял кръг на черно поле d6 · бял кръг на черно поле f6 · бял кръг на черно поле c5 · бял кръг на бяло поле d5 · бял кръг на черно поле e5 · бял кръг на бяло поле a4 · бял кръг на черно поле b4 · бял кръг на бяло поле c4 · бяла дама на черно поле d4 · бял кръг на бяло поле e4 · бял кръг на черно поле f4 · бял кръг на бяло поле g4 · бял кръг на черно поле h4 · бял кръг на черно поле c3 · бял кръг на бяло поле d3 · бял кръг на черно поле e3 · бял кръг на черно поле b2 · бял кръг на черно поле d2 · бял кръг на черно поле f2 · бял кръг на черно поле a1 · бял кръг на бяло поле d1 · бял кръг на черно поле g1 | бял кръг на черно поле d8 · бял кръг на черно поле h8 · бял кръг на черно поле a7 · бял кръг на бяло поле d7 · бял кръг на черно поле g7 · бял кръг на черно поле b6 · бял кръг на черно поле d6 · бял кръг на черно поле f6 · бял кръг на черно поле c5 · бял кръг на бяло поле d5 · бял кръг на черно поле e5 · бял кръг на бяло поле a4 · бял кръг на черно поле b4 · бял кръг на бяло поле c4 · бяла дама на черно поле d4 · бял кръг на бяло поле e4 · бял кръг на черно поле f4 · бял кръг на бяло поле g4 · бял кръг на черно поле h4 · бял кръг на черно поле c3 · бял кръг на бяло поле d3 · бял кръг на черно поле e3 · бял кръг на черно поле b2 · бял кръг на черно поле d2 · бял кръг на черно поле f2 · бял кръг на черно поле a1 · бял кръг на бяло поле d1 · бял кръг на черно поле g1 | 1 |
|   | a | b | c | d | e | f | g | h |   |

Дамата може да се движи хоризонтално, вертикално и диагонално, т.е. като топ и офицер. Тя не може да прескача фигури. Намирайки се на един от четирите централни квадрати, царицата може да атакува до 27 квадрата едновременно, а ако е на края на дъската – до 21 квадрата.
В чуждоезиковата литература на руски език се нарича ферзь (на персийски: فرزین ferzin — „везир“, „съветник“), на английски – queen („кралица“) и др., 
В шатрандж, предшественика на шаха, еквивалентната фигура на дамата е ферс (съветник).
В шахматната нотация на български език се обозначава с буквата „Д“, на руски с „Ф“, на английски с „Q“ и т.н.